# 梅花特攻機
梅花（ばいか）是日本海軍在二次世界大戰末期參考納粹德國空軍的V1導彈自行研製神風特攻隊的有人V1導彈，都可以被視為日本版的V1導彈，可是研製途中戰爭結束了。

## 研發簡史和設計特點
自從日本海軍在馬里亞納海戰和雷伊泰灣海戰後，陣容龐大和強大軍兵與工業力量的美國海軍開始計劃攻佔台灣和沖繩島戰役，大西瀧治郎中將和城英一郎上校提倡研製「一人、一機、一彈換一艦」的特攻機要求，加上航空資源緊缺，所以開始設計一架工序簡易，速度快和航程至少有300公里的特攻機。
在1943年10月中，日本海軍得知道Fi 103(V-1飛彈編號)的As 014脈衝壓式噴射引擎試驗完成，於是嚴谷英一技術中校在德國收集As 014脈衝壓式噴射引擎資料，之後(1944年4月)乘搭「伊-29」潛艇回國。三個月後，「伊-29」潛艇順利回到新加坡。由於海軍航空本部催得很急，所以嚴谷隨身攜帶部分技術資料轉乘飛機飛回了東京羽田機場。「伊-29」潛艇回國前被美軍貓鯊級潛艇擊沉，幸好嚴谷隨身攜帶Fi 103部分技術資料(飛機的三視圖、脈衝壓式噴射引擎的內部結權和燃料配方、使用說明書等等)。
直到1945年，空技廠和東京大學航空研究所的小川太一郎博士開始自行研製Ka 10脈衝壓式噴射引擎，機身和機翼是川西飛機公司負責。機翼沿用了強風水上戰鬥機LB翼，機身和機翼用木鋼構造，燃料容量600升，至於前端的彈頭重量原本計劃安裝800公斤，後來發現結構強度和承受力不足，所以只是安裝250至500公斤彈頭。
在準備研製前，戰爭終結了，同時研製梅花特攻機的計劃和設計三種用途型被放棄了。

## 計劃用途型
- 1.陸上

引擎的設置機身駕駛艙後上部，在機翼底部安裝拋棄式起落架，起飛時必要安裝RATO(輔助推進離陸火箭)。
- 2.艦艇

將陸上的尺寸縮小，取消拋棄式起落架，專用於潛艇發射用途。
- 3.母機攜帶

將引擎設置機身後底部，取消拋棄式起落架，由轟炸機在空中發射(例如安裝在一式陸上攻擊機、銀河加大尺寸型、連山轟炸機等等)。

## 基本資料
（推算値）
- 全長： 7 米
- 全幅： 6.6 米
- 機翼面積:7.58平方米
- 重量： 750 公斤
- 全備重量： 1,430 公斤
- 発動機： Ka 10 脈衝壓式噴射引擎 (推力300 公斤)
- 最大時速： 630 公里/小時
- 航続力： 280 公里
- 武装： 機頭的250 公斤彈頭
- 乗員： 1 名

## 外部連結
- http://www.j-aircraft.org/xplanes/ （页面存档备份，存于）